# Mykola Hrycyna
Mykola Bohdanovyč Hrycyna (in ucraino Микола Богданович Грицина?; Leopoli, 3 giugno 1989) è un giocatore di calcio a 5 ucraino.

## Carriera
Con la nazionale maschile di calcio a 5 dell'Ucraina ha disputato una Coppa del Mondo e due edizioni del campionato europeo.

## Palmarès
- Campionato ucraino: 1
Enerhija Leopoli: 2015-2016
- Coppa d'Ucraina: 2
Enerhija Leopoli: 2013-2014
Uragan: 2023-2024
- Campionato bielorusso: 1
Stalìca Minsk: 2018-2019